# Deipnon (Opfer)
Deipnon (altgriechisch δεῖπνον ‚Mahl‘) bezeichnet im Kontext der griechischen Religion ein Opfer für Götter und Heroen. Die Bedeutung stützt sich auf das altgriechische Deipnon. 

## Andere Bezeichnungen
Perideipnon (περιδεῖπνον) bezeichnete das Mahl, das die Trauerphase einer Familie beendete. Ein Perideipnon fand Zuhause statt und war ein Essen für die Lebenden. Erst in römischer Zeit wurde der Tote als Teilnehmer oder sogar als Gastgeber aufgeführt.

## Definition
Ein Deipnon weihte Gaben für Gottheiten und Heroen. Meistens wurde es mit einem negativen Kontext überliefert und die Absicht eines Deipnon bestand darin, Unheil abzuwenden und eine reinigende Wirkung zu erzielen. In einem überlieferten Fall war es Teil eines Enagisma und wurde zusammen mit einem Haimakouria ausgeführt.

## Abgrenzung
siehe Theoxenie

## Ritual
Das bekannteste erhaltene Ritual für ein Deipnon sind die Deipna für die Göttin Hekate, die auf einer Kreuzung von drei Straßen aufgestellt wurden. Die Kreuzung wird symbolisch für einen Platz gehalten, den Menschen meiden sollten, weil er eine Gefahr darstellte, genauso wie die göttlichen Wesen, die solche Opfergaben annahmen. Von solchen Speisen zu nehmen, galt als Respektlosigkeit oder war Ausdruck von großer Not.
Deipnon in Verbindung mit Enagisma und Haimakouria wird von Plutarch überliefert. Er beschreibt darin, wie ein Ochse geopfert wird und die Kriegstoten von Plataiai zum Deipnon und Haimakouria eingeladen werden.

## Opfergaben
Als Opfergaben sind Fische, Hunde, ein Messer und Geschirr aufgeführt. Die Opfergaben waren nicht zum Essen bestimmt.

## Empfänger
Ein Deipnon empfingen Chthonische Götter wie Hekate und Olympische Götter wie Apollon und Athene. Apollon erhielt auf Delos ein tägliches Deipnon. Neben den Göttern erhielten Kriegsgefallene, die als Heroen verehrt wurden, ebenfalls ein Deipnon.

## Absicht
Deipna wurden hauptsächlich dort eingesetzt, wo es darum ging, Unheil abzuwehren (Apotropäische Handlung) und reinigend zu wirken (Katharsis).